# Coloração diferencial

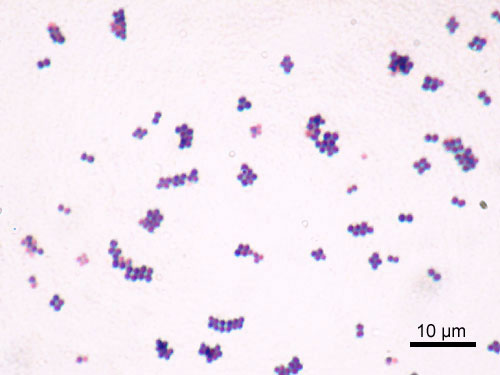
Coloração de Gram

Coloração diferencial é um termo geral que pode se referir a um número variado de processos específicos. Geralmente, é usado para descrever processos de coloração os quais usam mais que um corante. Usando-se múltiplos corantes pode-se diferenciar entre diferentes micro-organismos ou estruturas e componentes celulares de um mesmo organismo ou de suas diferentes células.
Coloração diferencial também descreve processos médicos usados para detectar anormalidades na proporção de diferentes células no sangue. O processo ou resultados são chamados um diferencial "WBC" (do inglês white blood cells). Este teste é útil porque muitas doenças alteram a proporção de certas células brancas do sangue (leucócitos). Por análise destas diferenças em combinação com exame clínico e outros testes de laboratório, profissionais de medicina podem diagnosticar doenças.
Um comumente reconhecível uso de coloração diferencial é a coloração de Gram. A coloração de Gram usa dois corantes: violeta cristal e fucsina básica (o corante de contraste) para diferenciar entre bactérias Gram positivas (grande camada de peptidoglicano sobre outras superfícies da célula) e  bactérias Gram negativas. Técnicas mais complexas e adequadas de colorações diferenciais, em conjunto com outras técnicas, são usadas para identificar micro-organismos patogênicos como por exemplo o da lepra ou o da tuberculose. 